# クラウン・オブ・エンシェント・グローリー
『クラウン・オブ・エンシェント・グローリー』(Crown of Ancient Glory)は、ダンジョンズ&ドラゴンズ・ファンタジー・ロールプレイングゲームのベーシックD&D用の冒険モジュールである。スティーヴン・ボーンが執筆し、TSR社から1987年に出版された。表紙イラストはキース・パーキンソン、本文イラストはクリス・ミラー、地図作成はデイブ・S・ラフォースが担当している。モジュールコードはX13、TSR製品コードはTSR 9218である。このモジュールはダンジョンズ&ドラゴンズエキスパートルールとコンパニオンルールと共に使用することを意図して作成された。

## プロット概要
『クラウン・オブ・エンシェント・グローリー』では、プレイヤーキャラクター達はヴェストランド王国の後継者を探し出し、エゼンガール汗国からの侵攻の前に国家を統一するために、行方不明となった先祖伝来の魔法の王冠「ソノラの王冠」を取り戻さなければならない。このモジュールにはロングシップの平面図が掲載されている。
プレイヤーキャラクター達は、最近上王が亡くなったヴェストランド王国を手助けする。彼らはまた、行方不明になっている、聖なるソノラの王冠を取り戻さなければならないが、これは強力なアーティファクトでもある。王国の後継者は出生の直後に行方不明になっており、プレイヤー達はヴェストランドの正当な後継者の正体と居所を特定しなければならない。キャラクター達は、ヴェストランドの窮地につけ込むために国境に集結したエゼンガール汗国の軍勢からの侵入者や、内部の裏切り者や密偵に対処しなければならない。

## 出版履歴
X13 『クラウン・オブ・エンシェント・グローリー』はスティーヴン・ボーンが執筆、表紙イラストはキース・パーキンソン、本文イラストはクリス・ミラーが担当し、1987年にTSR社によって、外装カバー付きの64ページの中綴じ冊子として出版された。